# John Ulhoa
João Daniel Ulhoa (Paracatu, 11 février 1966) est un musicien et producteur de musique brésilien, membre du groupe de rock Pato Fu.

## Biographie
Avant la fin de sa première année, il emménage à Belo Horizonte. Il étudie à l'École des Beaux-Arts de l'Université fédérale du Minas Gerais. Il travaille un temps au Magasin de Guitare, magasin d'instruments de musique, endroit où les membres du Pato Fu se sont rencontrés.
En 1982, il fonde Sexe Explicites, premier groupe auquel il participe. Il enregistre deux albums avec ce groupe : Combustível para Fogo, en 1989, avec le label Eldorado, et O Disco dos Mistérios ou 3 Diabos e ½ ou Sexplicito Visita o sítio do Pica-Pau Amarelo ou Tributo a H. Romeu Pinto, en 1991, avec le même label.
En 1990, il s'installe à São Paulo pour pouvoir mieux se consacrer au groupe. À cette époque, il reçoit le prix du Meilleur Guitariste de l'Année - 1989, attribué par le magazine Bizz. Il quitte le groupe en 1991.
Il retourne à Belo Horizonte, début 1991. Après avoir produit plusieurs démos de groupes d'amis, il fonde en 1992 le groupe Pato Fu, dans lequel il compose, chante, joue de la guitare et de la programmation des claviers électroniques et des échantillonneurs. Le succès du groupe l'amène à créer un studio chez lui, à Pampulha, où il a déjà notamment travaillé avec Zélia Duncan, Arnaldo Baptista, Wonkavision et Érika Machado.
En 1995, John épouse une compagne du groupe et chanteuse, Fernanda Takai, avec qui il a une fille nommée Nina.
En 2013, John sort son premier album solo, Alice au pays des Merveilles, bande sonore du spectacle du Groupe Giramundo basé sur le livre homonyme.

## Discographie de Pato Fu

### Albums
- Rotomusic de Liquidificapum (1993)
- But de Qui? (1995)
- Mais Il A Fini (1996)
- La Télévision Chien (1998)
- Mousse de polystyrène (1999)
- Bruit Rose (2001)
- Tous Guérison De Toutes Sortes De Mal (2005)
- Ici pro l'Avenir (2007)
- Musique Jouet (2010)
- N'Arrêtez pas de Penser (2014)

### Les albums Live
- MTV Live Pato Fu: pas de Museu de Arte da Pampulha (2002)
- Musique Toy Live (2011)

## Vidéographie avec Pato Fu

### DVD
- MTV Live - au Museu de Arte da Pampulha (2002)
- Des Clips Vidéo (2004)
- Tous Les Remèdes Pour Tous Les Maux (2007)
- Musique Toy Live (2011)